# Jaap Bulder
Jacob Eisse "Jaap" Bulder, född 27 september 1896 i Groningen, död 30 april 1979 i Leiderdorp, var en nederländsk fotbollsspelare.
Bulder blev olympisk bronsmedaljör i fotboll vid sommarspelen 1920 i Antwerpen.